# Дрексел-Гілл (Пенсільванія)
Дрексел-Гілл (англ. Drexel Hill) — переписна місцевість (CDP) в США, в окрузі Делавер штату Пенсільванія. Населення — 29 181 особа (2020).

## Географія
Дрексел-Гілл розташований за координатами 39°56′58″ пн. ш. 75°18′14″ зх. д. / 39.94944° пн. ш. 75.30389° зх. д. (39.949501, -75.303880).  За даними Бюро перепису населення США в 2010 році переписна місцевість мала площу 8,27 км², уся площа — суходіл.

## Демографія
Згідно з переписом 2010 року, у переписній місцевості мешкали 28 043 особи в 11 280 домогосподарствах у складі 7190 родин. Густота населення становила 3390 осіб/км².  Було 12035 помешкань (1455/км²).
Расовий склад населення:
| - 85,5 % — білих - 7,7 % — чорних або афроамериканців - 4,3 % — азіатів - 0,1 % — корінних американців |

До двох чи більше рас належало 1,7 %. Частка іспаномовних становила 2,6 % від усіх жителів.
За віковим діапазоном населення розподілялося таким чином: 22,6 % — особи молодші 18 років, 64,4 % — особи у віці 18—64 років, 13,0 % — особи у віці 65 років та старші. Медіана віку мешканця становила 37,5 року. На 100 осіб жіночої статі у переписній місцевості припадало 93,1 чоловіків;  на 100 жінок у віці від 18 років та старших — 90,6 чоловіків також старших 18 років.
Середній дохід на одне домашнє господарство  становив 80 371 долар США (медіана — 63 642), а середній дохід на одну сім'ю — 100 024 долари (медіана — 85 285). Медіана доходів становила 55 858 доларів для чоловіків та 47 276 доларів для жінок. За межею бідності перебувало 8,1 % осіб, у тому числі 11,4 % дітей у віці до 18 років та 6,8 % осіб у віці 65 років та старших.
Цивільне працевлаштоване населення становило 14 521 особа. Основні галузі зайнятості: освіта, охорона здоров'я та соціальна допомога — 29,9 %, науковці, спеціалісти, менеджери — 12,2 %, фінанси, страхування та нерухомість — 10,7 %.